# Rhytiphora vestigialis
Rhytiphora vestigialis là một loài bọ cánh cứng trong họ Cerambycidae.